# Hans-Erik Larsen
Hans-Erik Larsen (født 17. april 1961, død 10. april 2008) var en dansk digter og forfatter, uddannet fra Forfatterskolen i 1990.

## Udgivelser
- Stemmerne, Basilisk, 1991 (digte)
- Samtale med en gående, 1995 (digte)
- The Aesthetics of the Elements, 1996 (afhandling)
- Du har givet mig dit ord, 1998 (digte)
- I sort – en debatbog om depression  (red.), 1999
- Alias, 2000 (digte)
- og så til mennesket, Forlaget Spring 2007 (digte)
- non stop mælkevejen, Forlaget Spring maj 2008 (digte)

## Ekstern henvisning
- Digte i Øverste Kirurgiske Arkiveret 10. marts 2007 hos  Wayback Machine
- Mere om Hans-Erik Larsen (Webside ikke længere tilgængelig)